# لیلا را بردن
لیلا رو بردن نام آلبومی از عماد رام است. این آلبوم دارای ۱۱ ترانه روی سی‌دی می‌باشد.

## فهرست ترانه‌ها
| شماره | نام ترانه       |
| ۱     | شاهد غم         |
| ۲     | پایان عشق       |
| ۳     | گریه‌های بی‌بهانه |
| ۴     | رنگ و ریا       |
| ۵     | عشق نو رسیده    |
| ۶     | لیلا            |
| ۷     | بی‌وفایی         |
| ۸     | بهار غم‌آلود     |
| ۹     | دو یار یک دل    |
| ۱۰    | تنهای تنها      |
| ۱۱    | زهرا            |